# Sip It
«Sip It» es una canción de la rapera australiana Iggy Azalea y el rapero estadounidense Tyga, lanzada el 2 de abril de 2021, a través de Bad Dreams Records y Empire Distribution, con un video musical lanzado el mismo día. Es el sencillo principal del tercer álbum de estudio de Azalea, The End of an Era (2021), incluido en la edición de lujo del álbum. La canción muestra la propia canción de Azalea, "Pussy", y es su segunda colaboración con Tyga, después del sencillo Kream de 2018 de Azalea.

## Antecedentes y lanzamiento
Azalea publicó por primera vez un fragmento de la canción en sus redes sociales de su sincronización de labios con la letra, luego anunció su lanzamiento el 19 de marzo de 2021 junto con el anuncio de que el rapero Tyga estaría en la pista. Azalea trabajó con los productores OG Parker y Smash David y probó su canción de 2011 "Pu$$y" en la canción. El sencillo fue lanzado en plataformas de descarga y transmisión digital el 2 de abril de 2021 como el sencillo principal oficial del próximo tercer álbum de estudio de Azalea, End of an Era, que se lanzará en el verano de 2021. La canción se refiere a los mensajes privados "sedientos" de Azalea de los raperos masculinos. En su TikTok, expuso los mensajes borrosos y sedientos de las celebridades que le enviaron, mientras cantaba la canción.

## Video musical
El video musical presenta un cameo del rapero estadounidense ppcocaine. Azalea trabaja en una tienda de conveniencia de una gasolinera donde sirven sus propios Slurpees psicodélicos llamados "Kitty Juice". Tyga conduce un Corvette rojo con la matrícula «Kream 2.0», haciendo referencia a su colaboración anterior «Kream». El video musical fue filmado en un desierto de California.

## Posicionamiento en listas
| Lista (2021)                   | Mejor posición |
| ------------------------------ | -------------- |
| New Zealand Hot Singles (RMNZ) | 40             |